# Nanismo

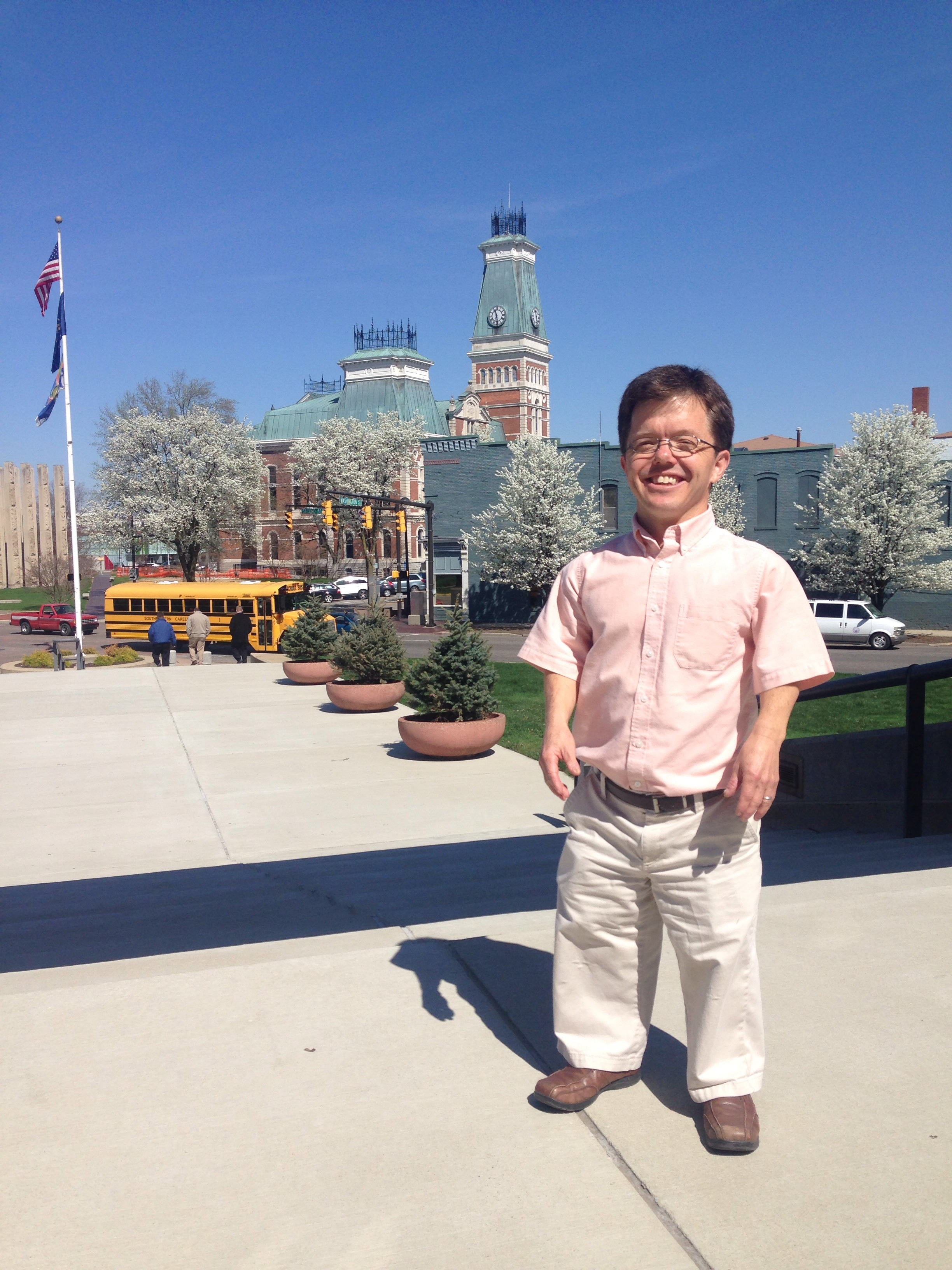
Adulto com nanismo

Nanismo é a condição de tamanho de uma pessoa ou animal cuja altura é muito menor que a média de todos os integrantes que pertencem à mesma população.
Admite-se que se pode chamar de nanismo quando o tamanho de um indivíduo tem uma estatura até 20% inferior à média dos mesmos indivíduos de sua espécie, à mesma idade. Na espécie humana, em termos de adultos, a Sociedade Brasileira de Pediatria considera uma pessoa com nanismo o homem com uma altura inferior a 1,45 m e a mulher com altura inferior a 1,40 m.

## Tipos
A partir da morfologia, o nanismo é dividido em dois grandes grupos: o dos nanismos proporcionais, onde o tamanho dos órgãos mantêm a mesma proporção da estatura; e os nanismos desproporcionais, também chamados displasias esqueléticas, onde o tamanho do indivíduo é bem mais baixo que o normal, porém alguns órgãos mantém-se em tamanho maior em relação à altura, em comparação com os indivíduos de estatura média.
O nanismo se subdivide em 200 tipos e 80 subtipos. Os tipos mais conhecidos de nanismo proporcional são nanismo pituitário e nanismo primordial, enquanto os tipos mais comuns de nanismo desproporcional são a acondroplasia e a hipocondroplasia, em que há encurtamento dos membros e algumas displasias em que há acometimento severo da coluna vertebral
Ocasionalmente, o termo nanismo é aplicado somente às baixas estaturas desproporcionais. Ambos os tipos de nanismos normalmente têm causas genéticas e podem ou não ser hereditários. A condição de estar abaixo da altura esperada como o resultado de uma parada prematura do crescimento esquelético. Ele pode ser causado pela secreção insuficiente do hormônio do crescimento: nanismo hipofisário.
A definição de nanismo conforme O Tratado de Pediatria Nelson é de até 1,40 metro para homens e de 1,35 metro para mulheres.

## Pessoas com nanismo na sociedade
São por vezes discriminados pela sociedade de uma forma geral, nem sempre dispondo das mesmas chances de empregos perante pessoas de estatura típica. Além disso, por possuírem uma característica física fora dos padrões, tanto corporal quanto facial, muitas pessoas com nanismo têm complexo de inferioridade e por isso, podem enfrentar problemas em estabelecer relacionamentos amorosos.[carece de fontes?]
Outro fator bastante importante que não pode ser esquecido é a falta de acesso apropriado para aos diversos bens públicos, como por exemplo, telefones e banheiros públicos. No sentido de que estes bens não são pensados visando o público com baixa estatura.[carece de fontes?]
Já nos meios de comunicação, de uma forma geral, também existe discriminação, onde são tratados como pessoas muito diferentes do normal. Ainda é muito tímida a indignação da sociedade de uma forma geral e até mesmo da comunidade com nanismo contra esses preconceitos.[carece de fontes?]
Em agosto de 2007, começou a ser criada no Brasil a primeira associação de defesa dos direitos das pessoas com nanismo a nível nacional.